# Hippasa valiveruensis
Espèce
Hippasa valiveruensis est une espèce d'araignées aranéomorphes de la famille des Lycosidae.

## Distribution
Cette espèce est endémique d'Andhra Pradesh en Inde,.

## Description
La femelle holotype mesure 4,80 mm.

## Étymologie
Son nom d'espèce, composé de valiveru et du suffixe latin -ensis, « qui vit dans, qui habite », lui a été donné en référence au lieu de sa découverte, Valiveru.

## Publication originale
- Patel & Reddy, 1993 : : « On some new species of spiders of the genera Hippasa Simon, Lycosa Latreille, Pardosa Koch and Trochosa Koch (Family: Lycosidae) from coastal Andhra Pradesh, India ». Records of the Zoological Survey of India, vol. 90, no 1/4, p. 121-133.